# Marasmia similis
Marasmia similis is een vlinder uit de familie van de grasmotten (Crambidae), uit de onderfamilie van de Spilomelinae. De wetenschappelijke naam van deze soort is voor het eerst voorgesteld als Cnaphalocrocis similis door Wilhelm von Hedemann in een publicatie uit 1894.
De soort komt voor in de Amerikaanse Maagdeneilanden (Saint Croix).